# Ollie Carlyle
Pour les articles homonymes, voir Carlyle.
Ollie Carlyle est une actrice américaine du cinéma muet née le 15 octobre 1892 à Los Angeles et décédée le 30 juin 1933 à Los Angeles.

## Biographie
La totalité de ses films est produite par la Keystone.

## Filmographie partielle
- 1915 Mabel épouse Fatty (Mabel, Fatty and the Law) de Roscoe Arbuckle
- 1915 Fatty fait une conquête (Fatty's Chance Acquaintance) de Roscoe Arbuckle
- 1915 Fatty et Mabel à l'opéra (en) (That Little Band of Gold) de Roscoe Arbuckle